# Cochrane
Cochrane (pronunciado /ˈko.kɾan/) es una ciudad y comuna chilena. Cochrane es la capital de la provincia Capitán Prat, en la región de Aysén, en la zona austral de Chile. Tiene una superficie aproximada de 8500 km² y una población estimada de 3490 habitantes, la cual representa el 3 % de la población regional. Según los datos del Censo de 2017, el 81,4 % de la población vive en el área urbana de la comuna.

## Historia

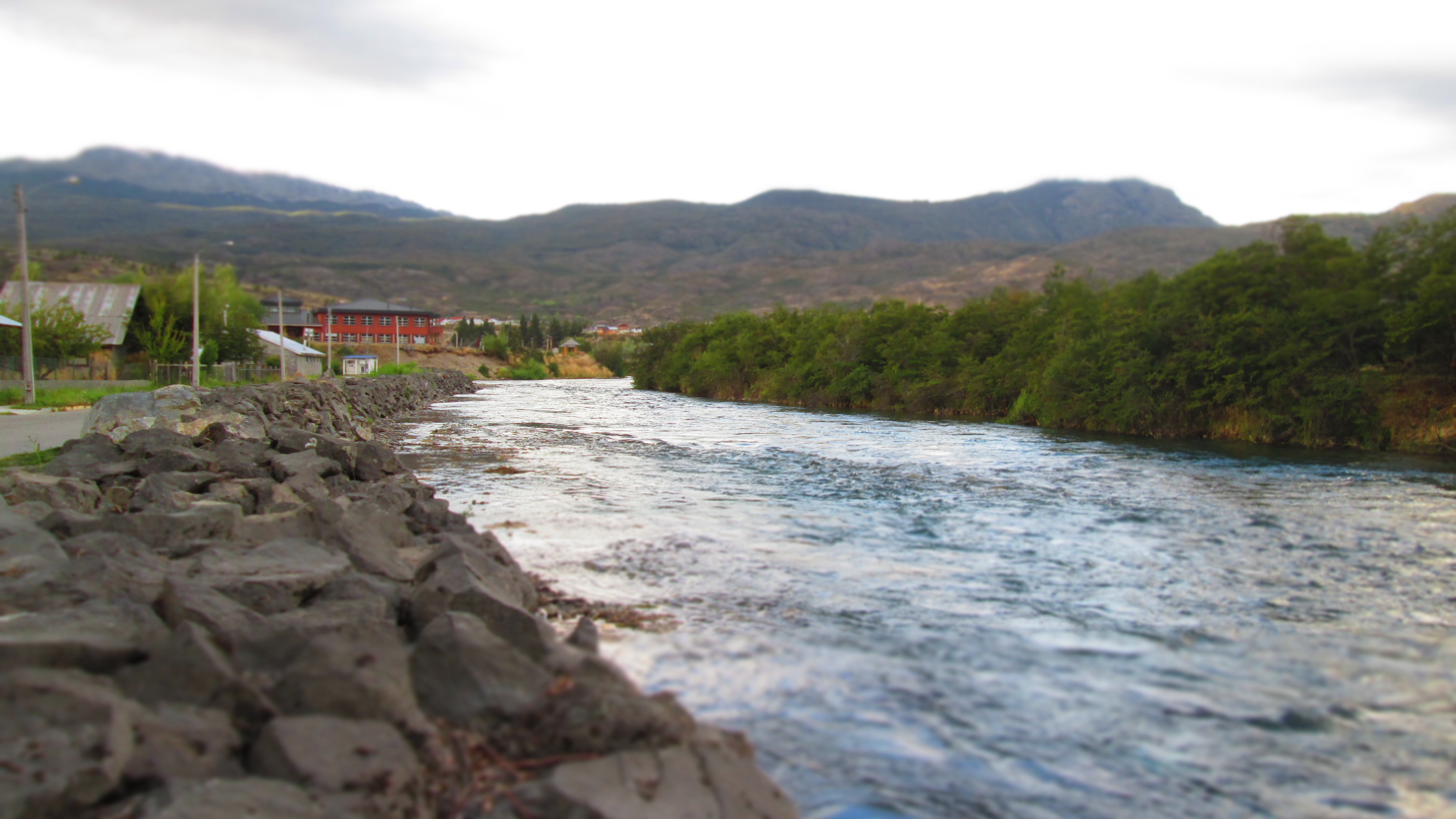
Río Cochrane en su paso por la ciudad.

La comunidad fue creada en 1927 con el nombre de Río Baker y se extendía por el territorio de la actual provincia Capitán Prat. En 1929, cuando el pueblo estaba en el sector Las Latas, el intendente Marchant creó una comisión de tierras para definir su trazado. El agrimensor Eleodoro Barrientos trabajó en esa tarea. Dicho traslado llevó a cabo al lugar del Pueblo Nuevo, denominado así por estar en formación. Este se ubicaba en el valle del río Cochrane, ubicado geográficamente a 7km del lago Cochrane.
El pueblo de Cochrane fue inaugurado oficialmente el 17 de marzo de 1954, cuando se terminó una casa destinada a correos, que luego fue concedida a la Fuerza Aérea de Chile. El sitio de dicha casa fue donado por Luis Báez Barra, entonces subdelegado de Cochrane. Los adobes y las tejuelas fueron hechas por Enrique Barría y Zenobio Mansilla, respectivamente. El pueblo contaba en aquel entonces con diez casas.
Las manzanas y sitios de Cochrane fueron definitivamente trazados en 1955 por una comisión formada por tres agrimensores: Carlos Pizarro Araneda, Germán Pozo y Fernando Malagueño.
El 26 de octubre de 1970, la comuna de Cochrane, perteneciente al entonces Departamento de Chile Chico, pasó a formar el nuevo Departamento de Baker, con las comunas de Cochrane, O'Higgins y Tortel, siendo su primer gobernador Esteban Ramírez Sepúlveda. En 1975, con el proceso de regionalización, la entonces Provincia de Aysén pasó a ser la Región de Aysén, y sus departamentos pasaron a ser provincias. El antiguo Departamento de Baker fue rebautizado como Provincia de Capitán Prat, y Cochrane pasó a ser su capital provincial.

## Medio ambiente

### Geomorfología
La comuna de Cochrane se encuentra emplazada en las unidades geomorfológicas de Cordillera patagónica de ventisqueros del Pacífico y Cordillera patagónica de fiordos y ríos de control tectónico. Su geomorfología se expresa a través de la cordillera patagónica, la cual presenta una importante deformación por glaciales, pues en ella se ubican los Campos de Hielo Norte y Sur. Desde estos glaciales se desprenden numerosos ventisqueros como Colonia, Nef, Pared Norte y Sur, entre otros. Los valles tramontanos orientales, donde se encuentra el río Baker, el más caudaloso del país, y la pampa, relieve plano y de maseta, modelado por la continua acción del viento, es el principal sector donde se desarrolla la actividad ganadera en la comuna, sobre la base del pasto coirón.
La zona se encuentra rodeada de lagos, lagunas, ríos y arroyos, con accesos a la mayoría de estas zonas vía terrestre por caminos de ripio, llenos de calamina, que entrado el invierno se anegan a causa de la nieve y dificultan el acceso, por lo que requieren un mantenimiento constante.

### Clima
La comuna presenta según la clasificación climática de Köppen el clima de tundra (ET), clima de tundra de lluvia invernal (ET (s)), clima mediterráneo de lluvia invernal (Csb), clima mediterráneo de lluvia invernal de altura (Csb (h)), clima mediterráneo frío de lluvia invernal (Csc), clima templado lluvioso (Cfb) y clima templado lluvioso frío (Cfc). Debido a su ubicación en un valle detrás del Campo de hielo patagónico norte, está protegido de las fuertes lluvias causadas por la Corriente de Humboldt, pero la precipitación todavía es relativamente abundante y puede soportar bosques, a diferencia del este en la Patagonia argentina. La temperatura máxima histórica es de 36.1 °C (97.0 °F) en febrero de 2019 y el mínimo histórico es de −16.2 °C (2.8 °F) en julio de 1995.
| Parámetros climáticos promedio de Cochrane (Promedios 1970–2000, temperaturas extremas 1970–2019) | Parámetros climáticos promedio de Cochrane (Promedios 1970–2000, temperaturas extremas 1970–2019) | Parámetros climáticos promedio de Cochrane (Promedios 1970–2000, temperaturas extremas 1970–2019) | Parámetros climáticos promedio de Cochrane (Promedios 1970–2000, temperaturas extremas 1970–2019) | Parámetros climáticos promedio de Cochrane (Promedios 1970–2000, temperaturas extremas 1970–2019) | Parámetros climáticos promedio de Cochrane (Promedios 1970–2000, temperaturas extremas 1970–2019) | Parámetros climáticos promedio de Cochrane (Promedios 1970–2000, temperaturas extremas 1970–2019) | Parámetros climáticos promedio de Cochrane (Promedios 1970–2000, temperaturas extremas 1970–2019) | Parámetros climáticos promedio de Cochrane (Promedios 1970–2000, temperaturas extremas 1970–2019) | Parámetros climáticos promedio de Cochrane (Promedios 1970–2000, temperaturas extremas 1970–2019) | Parámetros climáticos promedio de Cochrane (Promedios 1970–2000, temperaturas extremas 1970–2019) | Parámetros climáticos promedio de Cochrane (Promedios 1970–2000, temperaturas extremas 1970–2019) | Parámetros climáticos promedio de Cochrane (Promedios 1970–2000, temperaturas extremas 1970–2019) | Parámetros climáticos promedio de Cochrane (Promedios 1970–2000, temperaturas extremas 1970–2019) |
| Mes                                                                                               | Ene.                                                                                              | Feb.                                                                                              | Mar.                                                                                              | Abr.                                                                                              | May.                                                                                              | Jun.                                                                                              | Jul.                                                                                              | Ago.                                                                                              | Sep.                                                                                              | Oct.                                                                                              | Nov.                                                                                              | Dic.                                                                                              | Anual                                                                                             |
| ------------------------------------------------------------------------------------------------- | ------------------------------------------------------------------------------------------------- | ------------------------------------------------------------------------------------------------- | ------------------------------------------------------------------------------------------------- | ------------------------------------------------------------------------------------------------- | ------------------------------------------------------------------------------------------------- | ------------------------------------------------------------------------------------------------- | ------------------------------------------------------------------------------------------------- | ------------------------------------------------------------------------------------------------- | ------------------------------------------------------------------------------------------------- | ------------------------------------------------------------------------------------------------- | ------------------------------------------------------------------------------------------------- | ------------------------------------------------------------------------------------------------- | ------------------------------------------------------------------------------------------------- |
| Temp. máx. abs. (°C)                                                                              | 35.0                                                                                              | 36.1                                                                                              | 31.4                                                                                              | 24.8                                                                                              | 19.0                                                                                              | 16.4                                                                                              | 16.2                                                                                              | 16.6                                                                                              | 22.4                                                                                              | 24.8                                                                                              | 28.0                                                                                              | 32.0                                                                                              | 36.1                                                                                              |
| Temp. máx. media (°C)                                                                             | 19.3                                                                                              | 19.4                                                                                              | 16.9                                                                                              | 12.7                                                                                              | 7.8                                                                                               | 4.1                                                                                               | 4.2                                                                                               | 7.3                                                                                               | 11.2                                                                                              | 14.2                                                                                              | 16.4                                                                                              | 18.1                                                                                              | 12.6                                                                                              |
| Temp. media (°C)                                                                                  | 15.6                                                                                              | 15.3                                                                                              | 13.0                                                                                              | 9.3                                                                                               | 5.1                                                                                               | 1.9                                                                                               | 1.8                                                                                               | 4.4                                                                                               | 7.9                                                                                               | 10.8                                                                                              | 13.0                                                                                              | 14.6                                                                                              | 9.4                                                                                               |
| Temp. mín. media (°C)                                                                             | 9.4                                                                                               | 8.8                                                                                               | 6.8                                                                                               | 4.2                                                                                               | 1.8                                                                                               | -0.7                                                                                              | -1.0                                                                                              | 0.4                                                                                               | 2.7                                                                                               | 5.0                                                                                               | 7.3                                                                                               | 8.8                                                                                               | 4.4                                                                                               |
| Temp. mín. abs. (°C)                                                                              | -0.3                                                                                              | 0.0                                                                                               | -5.1                                                                                              | -5.8                                                                                              | -8.2                                                                                              | -15.2                                                                                             | -16.2                                                                                             | -11.8                                                                                             | -6.8                                                                                              | -4.6                                                                                              | -3.2                                                                                              | -0.6                                                                                              | -16.2                                                                                             |
| Precipitación total (mm)                                                                          | 42.6                                                                                              | 32.6                                                                                              | 47.0                                                                                              | 63.7                                                                                              | 83.5                                                                                              | 79.5                                                                                              | 84.5                                                                                              | 86.5                                                                                              | 56.7                                                                                              | 47.0                                                                                              | 43.8                                                                                              | 47.1                                                                                              | 714.5                                                                                             |
| Días de precipitaciones (≥ 1 mm)                                                                  | 9                                                                                                 | 8                                                                                                 | 9                                                                                                 | 10                                                                                                | 13                                                                                                | 11                                                                                                | 12                                                                                                | 12                                                                                                | 9                                                                                                 | 8                                                                                                 | 9                                                                                                 | 9                                                                                                 | 119                                                                                               |
| Humedad relativa (%)                                                                              | 51                                                                                                | 52                                                                                                | 59                                                                                                | 66                                                                                                | 76                                                                                                | 81                                                                                                | 77                                                                                                | 69                                                                                                | 60                                                                                                | 55                                                                                                | 53                                                                                                | 52                                                                                                | 62.6                                                                                              |
| Fuente: Dirección Meteorológica de Chileː Estadística Climatológica Tomo III 2001                 |                                                                                                   |                                                                                                   |                                                                                                   |                                                                                                   |                                                                                                   |                                                                                                   |                                                                                                   |                                                                                                   |                                                                                                   |                                                                                                   |                                                                                                   |                                                                                                   |                                                                                                   |

### Hidrología
La comuna se halla entre las cuencas hidrográficas de Costeras e Islas entre el río Aysén, río Baker y Canal Gral. Martínez, Costeras e Islas entre el río Baker y río Pascua y río Baker. Además, la comuna posee diversos cuerpos de agua, entre los que se destacan el laguna Azul, lago Cachet 1, lago Cachet 2, lago Chacabuco, lago Chico, lago Cochrane, lago Colonia, lago Esmeralda, lago Guillermo, lago Gutiérrez, lago Península o Pescado y lago Vargas, lago Brown, lago Juncal, laguna Adelita, laguna Arco, laguna Brava, laguna Chela, laguna Cisnes, laguna Confluencia, laguna Congelada, laguna del Diablo, laguna del Medio, laguna del Tranquilo, laguna Don Pepe, laguna Elefantita, laguna Erika, laguna Escondida, laguna Guagua, laguna Jaramillo, laguna La Punta, laguna Larga, laguna Las Collaradas, laguna Meche, laguna Rebalse, laguna Solapa, laguna Tacay, laguna Trunco, laguna Turbia y laguna Ventisquero; y río Aserradero Quemado, río Avilés o Pedregoso, río Baker, río Barrancos, río Blanco, río Brown, río Chacabuco, río Claudio Vicuña, río Cochrane, río de la Colonia, río de los Nadis, río del Paso, río del Salto, río Furioso, río Huillín, río Jaramillo, río Maitén, río Nef, río Negro, río Pedregoso, río Saltón, río Solo, río Tranquilo, río Vargas y río Ventisquero.

### Componentes bióticos
Dentro del territorio de la comuna se pueden hallar los siguientes ecosistemas:
- Bosque caducifolio templado andino donde predominan Nothofagus pumilio y Berberis ilicifolia (Preocupación menor)
- Bosque caducifolio templado andino donde predominan Nothofagus pumilio y Ribes cucullatum (Preocupación menor)
- Bosque mixto templado andino donde predominan Nothofagus betuloides y Berberis ilicifolia (Sin información)
- Bosque siempreverde templado interior donde predominan Nothofagus nitida y Podocarpus nubigenus (Preocupación menor)
- Estepa mediterránea-templada oriental donde predominan Festuca pallescens y Mulinum spinosum (Vulnerable)
- Herbazal templado andino donde predominan Nassauvia dentata y Senecio portalesianus (Preocupación menor)
- Matorral arborescente caducifolio mediterráneo-templado oriental donde predominan Nothofagus antarctica y Berberis microphylla (Preocupación menor)
- Matorral caducifolio templado andino donde predomina Nothofagus antarctica (Preocupación menor)
- Matorral caducifolio templado andino donde predominan Nothofagus antarctica y Empetrum rubrum (Preocupación menor)
- Zonas geográficas hinóspitas sin vegetación (Sin información)

#### Flora y fauna
Posee un importante bosque nativo compuesto por especies como la lenga, ñire, ciprés y el coigüe.
La fauna se expresa en ejemplares como el huemul, declarado símbolo de la comuna, hoy presente en la Reserva Nacional Tamango y sectores limítrofes con las comunas de Tortel y O’Higgins. También se encuentran guanacos, ñandúes, zorros, pumas, liebres y aves como los cóndores, halcones, águilas, patos, zorzales, teros y caiquenes, entre otros.

### Medidas de protección ambiental y conflictos socioambientales
Hasta 2022, la comuna de Cochrane cuenta con las siguientes zonas que cuentan con algún nivel de protección ambiental:
- Cerro San  Lorenzo (Bien Nacional Protegido)[14]
- Entrada  Baker (Sitios Ley 19.300)[15]
- laguna Caiquenes (Bien Nacional Protegido)[16]
- laguna San Rafael (Reserva Biósfera)[17]
- Parque Nacional Laguna San Rafael (Parque Nacional)[18]
- Parque Nacional Patagonia (Parque Nacional)[19]
- Parque Patagonia (Estancia Valle Chacabuco / Hacienda Chacabuco) (Iniciativa de Conservación Privada)[20]
- Subcuenca Río Baker (Sitios ERB)[21]

## Administración
La municipalidad de Cochrane es dirigida en el periodo 2016-2020 por el alcalde Patricio Ulloa Georgia (UDI), quien es asesorado por los concejales:
- Nilda Soto Mansilla (UDI)
- Regner Oyarzo Oyarzo (UDI)
- Rodrigo Rivera Tejeda (IND-UDI)
- Ada Figueroa Gallardo IND-RN
- Elena Cea Zúñiga (DC)
- Miguel Ángel Aravena Torres (IND-DC)

### Administración y representación parlamentaria
Junto con las comunas de Coyhaique, Lago Verde, Aysén, Cisnes, Guaitecas, Río Ibáñez, O'Higgins, Chile Chico y Tortel integra el Distrito Electoral N° 27 y pertenece a la XIV Circunscripción Senatorial (Aysén).
Es representada en el Senado por Ximena Órdenes (Ind-PPD) y David Sandoval (UDI). A su vez, es representada en la Cámara de Diputados por René Alinco (Ind-PPD), Miguel Ángel Calisto (PDC) y Aracely Leuquén (RN).

## Economía
En 2018, la cantidad de empresas registradas en Cochrane fue de 63. El Índice de Complejidad Económica (ECI) en el mismo año fue de -0,79, mientras que las actividades económicas con mayor índice de Ventaja Comparativa Revelada (RCA) fueron Grandes Establecimientos de Venta de Alimentos, Hipermercados (214,48), Otros Tipos de Hospedaje Temporal como Acampada, Albergues, Posadas, Refugios (18,46) y Servicios Ganaderos, excepto Veterinarias (14,79).

### Turismo

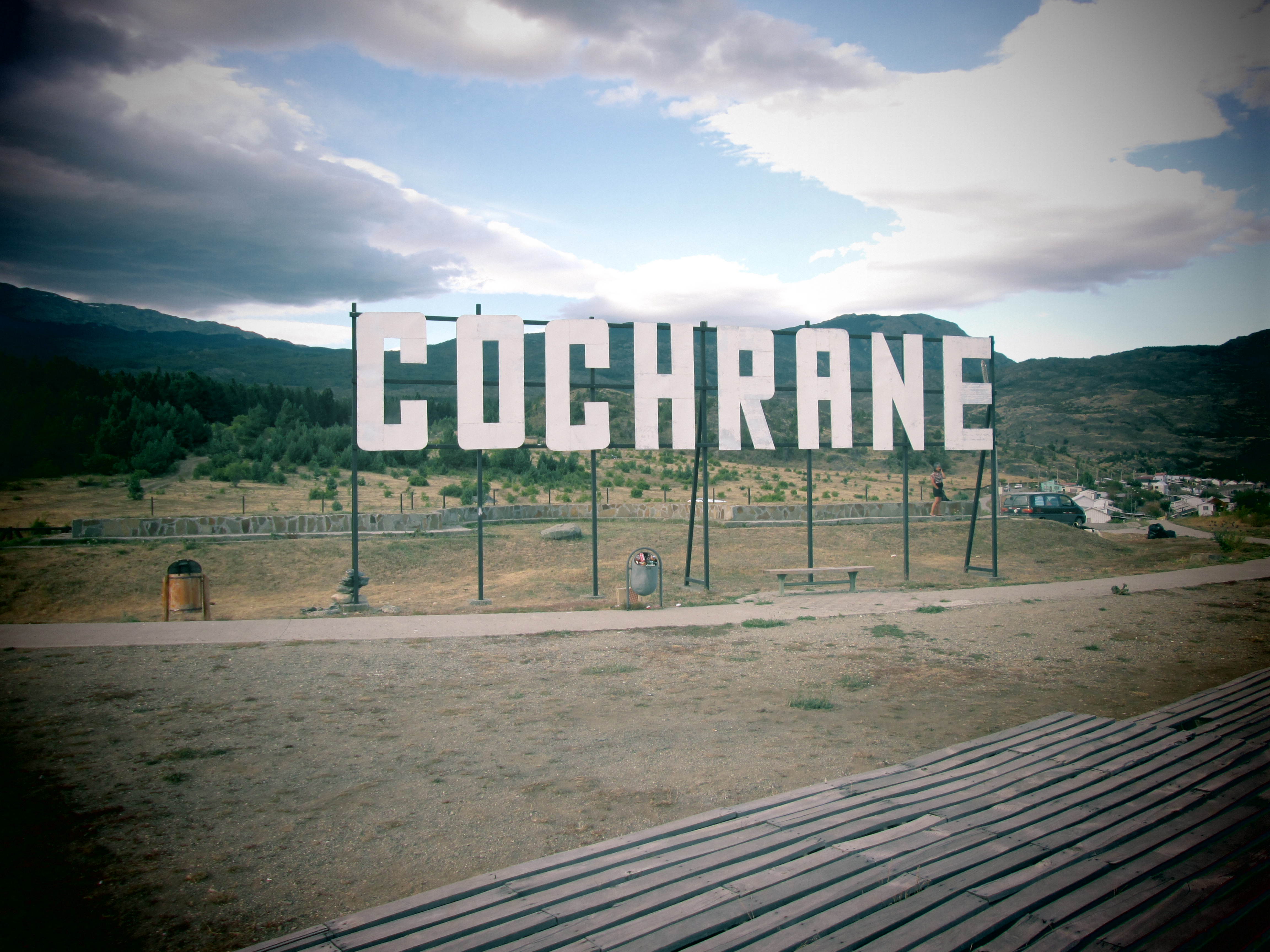
Letrero ubicado en el cerro La Cruz de la ciudad.

Esta zona del extremo austral de Chile es apreciada por las grandes áreas de naturaleza intacta, glaciares, grandes lagos y ríos caudalosos que circundan la zona. (encontrándose en esta zona los ríos más caudalosos del país)
Existiendo el lago Cochrane a 10km aproximadamente desde la ciudad vía terrestre, nos encontramos con un gran lago, de aguas claras, con excelente pesca. A este lago también se puede acceder mediante pequeñas embarcaciones que ascienden por el río Cochrane que nace desde este lago y desemboca en el río Baker.
Cochrane y sus alrededores presentan paisajes tan hermosos como agrestes. Uno de sus principales atractivos es la Reserva Nacional Tamango, único lugar donde se puede avistar de cerca una población de huemules. Además del lago Cochrane, el cual del lado argentino recibe el nombre de Lago Pueyrredón, se pueden conocer los saltos del río Baker y del Nef, los campos de hielo Norte y el cerro San Lorenzo, con sus nieves eternas.
En verano, estos rincones son ideales para practicar pesca con mosca, balsismo, kayak, excursiones lacustres, cabalgatas y observación de flora y fauna. Para recibir a los turistas, la ciudad dispone de hospedajes, restaurantes y un centro cultural.
Las lluvias se concentran en el período de mayo a agosto y, en invierno, las bajas temperaturas ocasionan precipitaciones de nieve. Las diferencias entre las máximas y mínimas diarias varían en torno a los 8 y 10 °C a lo largo del año. Estas características climáticas hacen que Cochrane sea más visitada en la temporada estival. Para llegar a la ciudad, tanto desde la capital chilena como desde la ciudad de Puerto Montt, salen vuelos regulares a Coyhaique y luego pueden contratarse servicios de taxi aéreo hasta el aeródromo de Cochrane o recorrer la distancia en automóvil.

#### San Lorenzo
Como hito geológico se puede encontrar el monte San Lorenzo (3700 m s. n. m.) macizo de granito que se eleva como la segunda montaña más alta de la Patagonia después del monte San Valentín (3910 m s. n. m.). Para acceder a esta zona es necesario recorrer el Valle que cuenta con buenos caminos hasta la falda del mismo monte, donde se hace necesario vehículo 4x4 hasta el hogar del poblador Luis Soto quien da logística a montañistas y acampada y refugio a trekkers que quieran adentrarse por los valles de este coloso. Para viajeros con menos condición física pueden hacer acceso al glaciar Cayuqueo al cual se puede llegar prácticamente hasta su base con auto 4x4.
San Lorenzo es una aventura de quizás lo que fue Torres del Paine y Fitz Roy en sus inicios al poder disfrutar de esta montaña y sus glaciares en completa tranquilidad y no de cientos de personas que visitan hitos como estos alrededor del mundo.

## Servicios públicos
En Cochrane se encuentran todos los servicios esenciales que ofrece una urbe moderna, como escuela, liceo, teléfono, fax, internet, correo, hospital, banco, restaurantes, pub, discos, cafés, bencinera, áreas de esparcimiento, cabañas, hoteles, residenciales, etc. Los servicios de cobertura de telefonía móvil han sido incorporados recientemente a la ciudad.

## Transporte
Su vía de acceso terrestre es la ruta 7 Sur, la única carretera existente en la comuna, permitiendo la conexión con las zonas norte (con Coyhaique, la capital regional) y sur (Tortel y Villa O'Higgins) de la región.
Esta carretera se encuentra abierta todo el año, con tránsito con precaución en invierno dadas las apreciables cantidades de nieve que caen en algunas zonas de la carretera. Se encuentra pavimentada desde la ciudad de Coyhaique hasta Villa Cerro Castillo (98 km aproximadamente), desde ahí la carretera es ripiada hasta Cochrane.
Existen varias empresas de transporte público que conectan la ciudad con el resto de la región. Existe también un aeródromo y una compañía que ofrece los servicios de transporte aéreo desde la ciudad de Coyhaique.

## Medios de comunicación

### Radioemisoras
FM
- 88.1 MHz Radio Cóndores del Baker
- 90.3 MHz Radio Ventisqueros
- 99.5 MHz Radio Río Baker
- 102.9 MHz Radio Apocalipsis

### Televisión
TDT
- 7.1 - TVN HD
- 7.2 - NTV
- 7.31 - TVN One Seg
- 13.1 - Canal 13 HD
- 13.2 - T13 En Vivo
- 13.31 - Canal 13 One Seg